# Знаки розрізнення Укрзалізниці

Емблема залізничників до 1932 року («якір та сокира»).

Знаки розрізнення залізничників — посадові знаки розрізнення співробітників залізничного транспорту («Укрзалізниця»). Використовуються також співробітниками метрополітенів.
В сучасному вигляді існують з 1996 року.

## Україна

Емблема залізничників з 1932 року («французький ключ та молоток»).

Перший час після 1991 року використовувалися знаки розрізнення радянського зразку 1985 року (дивитися нижче).
Постановою Кабінету Міністрів України від 11 грудня 1996 року № 1508 «Про знаки розрізнення і формений одяг працівників залізничного транспорту», був затверджений формений одяг та знаки розрізнення залізничників. Додаток № 2 Постанови присвячений знакам розрізнення та описує їх використання згідно з посадами працівників. Весь персонал поділений на рядовий склад, молодший, середній, старший та вищій начальницький склад. Генеральний директор Укрзалізниці, його перший заступник та заступники є особливою групою серед вищого начальницького складу.
Знаки розрізнення були у вигляді наплічних знаків (погонів), петлиць, шиття на комірах та кокард. Наплічні знаки (погони) у вигляді п'ятикутника завширшки 55 мм в основі та 45 мм у вершині, з кутом вершини 120 градусів. Наплічні знаки у вищого складу окантовані з усіх
сторін (крім основи) шнуром золотистого кольору завширшки 3 мм. У верхній частині наплічних знаків розташовується металевий ґудзик з «тризубом». Вищий склад має шиття на комірах у вигляді лаврових гілок. Старший, середній та молодший начальницький склад мають на комірах відповідні петлиці. Петлиця старшого складу має два галуни (просвіти), середній та молодший — один. На петлицях розміщується спеціальний знак. У рядового складу петлиці відсутні, спецзнак кріпиться на коміри.

### Генеральний директор та заступники
Наплічний знак окантований з усіх сторін (крім основи) золотистим шнуром завширшки 3 мм.
На полі наплічного знака Генерального директора шиттям золотистого кольору наноситься в основі дві схрещені лаврові гілки розміром 26 мм кожна. На відстані 50 мм від основи Малий герб України розміром 40×24 мм.
На полі наплічного знака першого заступника Генерального директора золотистим кольором вишивається знак у вигляді двох гілок
лаврового листя, що утворюють коло, в якому розміщується п'ятипроменева зірка розміром 25 мм, на відстані 50 мм від основи. На відстані 80—90 мм від основи розміщується зображення знака для товарів і послуг Укрзалізниці завдовжки 38 мм і завширшки 14 мм.
На полі наплічного знака заступника Генерального директора золотистим кольором вишивається знак у вигляді двох гілок лаврового листя, що утворюють півколо, в якому розміщується п'ятипроменева зірка розміром 25 мм на відстані 50 мм від основи. Гілки, що утворюють півколо, наносяться не вище двох бокових верхніх променів зірки. На відстані 80—90 мм від основи розміщується зображення знака для товарів і послуг Укрзалізниці
завдовжки 38 мм і завширшки 14 мм.

### Вищий начальницький склад
Наплічні знаки такого вигляду, як попередньо описані. Шиттям золотистого кольору наноситься вздовж наплічного знака за віссю від основи до вершини — п'ятипроменева зірка розміром 21 мм, кількістю від однієї до трьох (залежно від посади). На відстані 88 мм від основи наплічного знаку — технічний знак розміром 26 мм.

### Старший начальницький склад
Наплічний знак завширшки 50 мм в основі і 42 мм у вершині виконано у вигляді п'ятикутника, з кутом вершини 120 градусів, завдовжки 130—140 мм. Паралельно вздовж краю на відстані 8 мм наносяться два галуни (просвіти) золотистого кольору завширшки 3 мм. На відстані 85 мм від основи закріплюється технічний знак золотистого кольору розміром 20 мм і такого ж кольору між технічним знаком і основою — п'ятипроменева зірка розміром 15 мм кількістю від однієї до трьох (залежно від посади)
Старший начальницький склад на комірі піджака має петлиці розміром 80×32 мм з кутом 110 градусів; вздовж петлиці симетрично наносяться на відстані 20 мм один від одного два галуни золотистого кольору завширшки З мм; по краю петлиці (крім нижнього і верхнього) наносяться галуни — стрічки завширшки 1 мм. У верхній частині петлиці закріплюється технічний знак золотистого кольору розміром 20 мм.

### Середній та молодший начальницький склад
Для середнього і молодшого начальницького складу наплічний знак має розмір як у старшого. Вздовж за віссю наноситься галун (просвіт) золотистого кольору завширшки 3 мм. Такого ж кольору на відстані 85—75 мм від основи закріплюється технічний знак розміром 20 мм. Для середнього начальницького складу, між основою наплічного знаку і технічним знаком — п'ятипроменеві зірки розміром 15 мм золотистого кольору кількістю від однієї до чотирьох (залежно від посади). Молодший начальницький склад зірок не має.
Середній і молодший начальницький склад на комірі піджака має петлиці розмірів, як у старшого складу. Уздовж петлиці за віссю наноситься галун золотистого кольору завширшки 3 мм. По краю петлиці (крім нижнього і верхнього) наноситься галун золотистого кольору завширшки 1 міліметр. У верхній частині петлиці закріплюється технічний знак золотистого кольору розміром 20 мм.

### Рядовий склад
Наплічний знак за розмірами відповідний попереднім. На відстані 80—75 мм від основи закріплюється технічний знак золотистого кольору розміром 20 міліметрів.
Рядовий склад петлиць не має, в нижній частині коміра піджака закріплюється технічний знак розміром 20 міліметрів.

### Знаки розрізнення (з 1996)
|                | Генеральний директор | Перший заступник | Заступник | Вищий начальницький склад | Вищий начальницький склад | Вищий начальницький склад |
| -------------- | -------------------- | ---------------- | --------- | ------------------------- | ------------------------- | ------------------------- |
| Наплічний знак |                      |                  |           |                           |                           |                           |

|                | Старший начальницький склад | Старший начальницький склад | Старший начальницький склад |
| -------------- | --------------------------- | --------------------------- | --------------------------- |
| Наплічний знак |                             |                             |                             |

|                | Середній начальницький склад | Середній начальницький склад | Середній начальницький склад | Середній начальницький склад | Молодший начальницький склад | Рядовий |
| -------------- | ---------------------------- | ---------------------------- | ---------------------------- | ---------------------------- | ---------------------------- | ------- |
| Наплічний знак |                              |                              |                              |                              |                              |         |

## Історія
Історія залізничного транспорту сучасної України пов'язана з історію залізниць Австро-Угорської імперії та Російської імперії (пізніше СРСР). Кожна з цих структур мала свої усталені знаки розрізнення для своїх працівників. Якщо у Російській імперії знаки розрізнення відповідали цивільним загальноімперським, але мали позначення згідно зі службою працівника, то у СРСР була розроблена ціла система специфічних залізничних знаків розрізнення. З утворенням незалежної України, ці знаки ще деякий час використовувалися в Україні, але у 1996 році були розроблені нові відмінні знаки розрізнення. Хоч слід зауважити вони є майже подібними до знаків розрізнення залізничників СРСР зразку 1943 року.

### Російська імперія

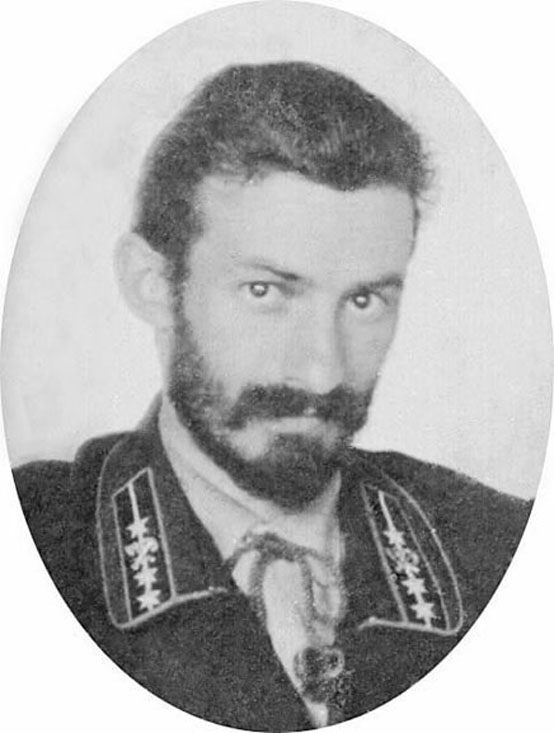
Колезький секретар МШС Тахтамишев Г. С. На петлицях знаки розрізнення чину та емблема відомства. 1902 рік

Службовці залізниць Російської імперії до 1917 року використовували за знаки розрізнення петлиці, а в деяких випадках погони. Емблемою шляхів сполучень був «якір та сокира», ця емблема проіснувала до 1932 року, коли була змінена на сучасну «французький ключ та молоток». Різні відомства мали свої кольори притаманні своїй службі, телеграф — жовтий, МВС — червоний, залізничники мали зелений колір для кантів, підкладки шинелей вищих начальників та інше.
Для розрізнення класних чинів здебільшого використовувалися парні петлиці на комірах. В залежності від того казенна дорога чи приватна, знаки розрізнення та емблема на петлиці були золотисті (казенні) чи сріблясті (приватні). В залежності від чину працівника петлиці мали: один просвіт (від колезького реєстратора до титулярного радника), два просвіти (від колезького асесора до колезького радника). Вищі чиновники мали петлиці без просвітів (від статського радника й вище). Самі чини позначалися п'ятипроменевими зірками. На петлицях також розташовувалася емблема (арматура) відомства. Для інженерів це був «якір та сокира», для не інженерного складу двоголовий орел у вінку.
Для деяких чинів шляхів сполучень (вищого керівництва та чинів, які вимушені вести публічні дії) було допустимо використання срібних наплічних знаків (погонів). Погони мали в залежності від рангу один чи два просвіту. Вище керівництво мало на погонах «генеральський зігзаг». Чин на погонах позначався п'ятипроменевими зірками, які на відміну від армійських погонів розміщувалися вздовж погонів. Ґудзик на погонах мав малюнок «якір та сокира» для інженерів, та двоголового орла у вінку, для не інженерів. У службовців Санкт-Перетбурзького округу шляхів сполучень ґудзики мали свій малюнок, оснований на гербі міста.

Міністр шляхів сполучень та його товариш (за термінологією поширеною до початку ХХ століття назва заступника) відносилися до ІІІ рангу Табелі про ранги, що відповідало чину таємного радника. За знаки розрізнення мали срібні погони з зигзагом на яких розміщувалося по три золотисті п'ятипроменевій зірки з сяйвом. Ґудзик на погоні був сріблястий з емблемою відомства.
Старший начальницький склад (VI—VIII ранги)
|         | Колезький радник | Надвірний радник | Колезький асесор |
| ------- | ---------------- | ---------------- | ---------------- |
| Петлиця |                  |                  |                  |

Середній начальницький склад (ІХ — XIV ранги)
|         | Титулярний радник | Колезький секретар | Губернський секретар | Колезький реєстратор | Чиновник без рангу |
| ------- | ----------------- | ------------------ | -------------------- | -------------------- | ------------------ |
| Петлиця |                   |                    |                      |                      |                    |

### СРСР з 1932 року

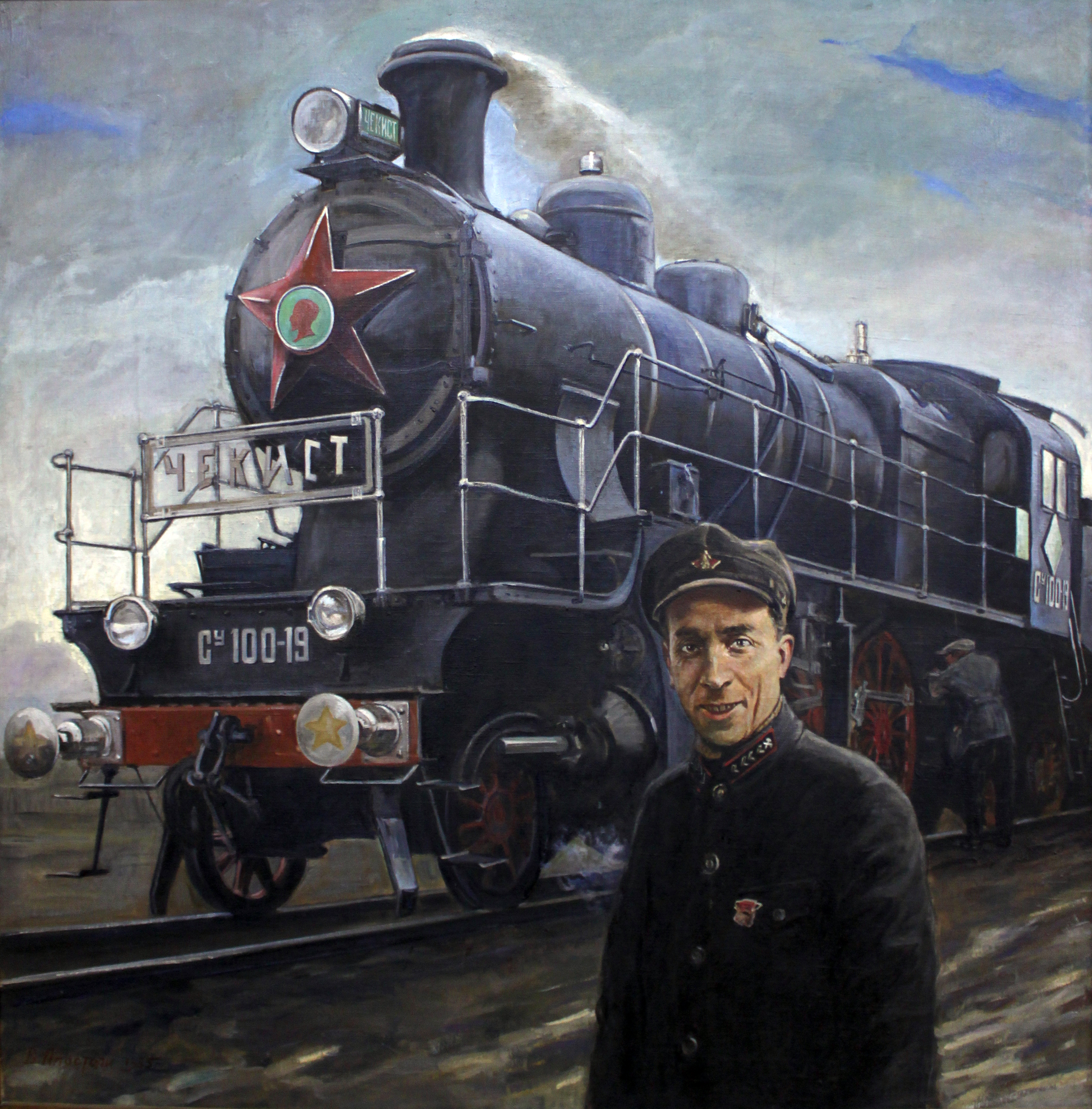
«Портрет машиниста Лясковского». В. О. Апостолі-Тріандофілос, 1934 рік

Згідно з наказом № 403/Ц знаки розрізнення посадових рангів розміщувалися на чорних петлицях з відповідною облямівкою. Само позначення посади вказувалося кількістю червоних емальованих кутів, шестикутників, чи п'ятипроменевих зірочок на петлицях. Також на петлицях була розміщена емблема (схрещені французький ключ та молоток). Колір облямівки був обумовлений службою, в якій працював залізничник: зелений — шляхів, синій — тяги, жовтий — телеграфної, малиновий — адміністрації, експлуатації та політичних відділів, бірюзовий — вагонна служба та поїзні бригади. Нарком НКШС та його заступники знаків розрізнення не мали.
Вищій начальницький склад мав за знаки розрізнення п'ятипроменеві зірочки (від одної до чотирьох) на петлицях. Начальник залізниці мав за знаки розрізнення чотири зірочки на петлиці.
Старший начальницький склад мав за знаки розрізнення шестикутники (від одного до чотирьох) на петлицях.
Молодший начальницький склад мав за знаки розрізнення кутки (від одного до чотирьох) на петлицях.

### СРСР з 1936 року
Згідно з наказом Наркомтяжпрому № 1966 від 8 грудня 1936 року знаки розрізнення начальницького складу стали позначатися на нарукавних клапанах. Увесь склад було поділено на 12 категорій.
Нарукавні знаки нашивались на обох рукавах нижче ліктя. У верхній частині клапана нашивалася емблема служби, а в нижній частині — поле кольору по роду служб (синє — для паровозної і вагонної служб, жовте для зв'язку, зелене — для шляху і малинове — для експлуатаційної служби), на якому прикріплялися знаки розрізнення за посадами, що представляють собою металеві, покриті червоною емаллю кути, шестикутники та зірочки. Молодший склад (від одного до двох кутків), середній склад (від трьох до чотирьох кутків), старший склад (від одного до чотирьох шестикутників), вищій склад (від одного до чотирьох зірок).

### СРСР з 1943 року

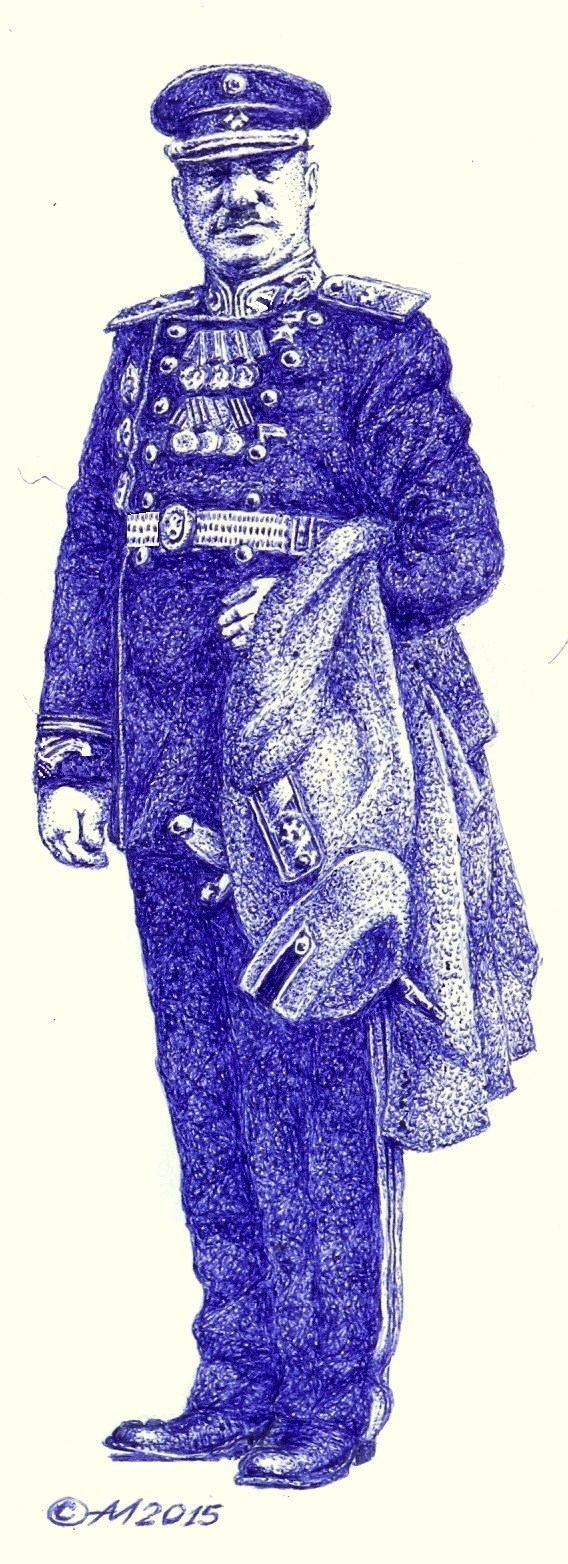
Віце-генерал-директор 1-го рангу (вищий начальницький склад), з 1943 року

Наказом № 711Ц від 13 вересня 1943 року для працівників залізничного транспорту (НКШС) ввелися персональні звання, а також вводилися нові знаки розрізнення. Петлиці зникли, а знаки розрізнення почали розміщуватися на погонах. Самих працівників було поділено на склади: рядовий склад, молодший (до техніка 1-го рангу включно), середній, старший (до директора-полковника включно) та вищий начальницький склад. До звання додавалося уточнення згідно зі спеціальністю працівника: руху, тяги, шляхів та будівництва, зв'язку та адміністративної служби.
Погони були у вигляді витягнутого шестикутника з паралельними довгими сторонами, нижній кінець прямокутний а верхній скінчується тупим кутом. Погон облямований (крім нижнього краю) світло-зеленим сукном. Довжина погона 13,5—15,5 см. Ширина погона (з кантом) для вищого складу — 6 см, старшого та середнього — 5,5 см. Кант завширшки 0,25 см.
Погон молодшого начальницького та рядового складів складався з двох шестикутників. Верхній шестикутник витягнутий з паралельними довгими сторонами, нижній шестикутник з паралельними протилежними сторонами. Сам погон завдовжки 13,5 — 15,5 см (довжина верхнього шестикутника — 8,5 — 10,5 см, нижнього — 5 см). Верхній шестикутник завширшки — 3 см, нижній — 6 — 6,2 см.
Погон генерал-директора шляхів сполучень з срібним «генеральським» зигзагом та золотою ниттю, мав вишитий золотою та кольоровою шовковою ниттю герб Радянського Союзу 40×35 мм, та емблему (схрещені французький ключ та молоток). Погон віце-генерал-директора шляхів сполучень 1-го рангу ніс на собі лише емблему. Ґудзики у верхній частині погона золочені з гербом СРСР, діаметром 1,8 см.
Погони вищого начальницького складу (крім вище вказаних) з срібним «генеральським» зигзагом. Ґудзики у верхній частині погона золочені з гербом СРСР, діаметром 1,8 см. Для позначення служби до якої відносився працівник у верхній часті погона розміщувалася металева оксидована емблема. Звання позначалося на погонах п'ятипроменевими 20 мм зірочками (від одної до чотирьох). Кількість зірочок була: віце-генерал-директор шляхів сполучень 2-го рангу — 4, генерал-директор 1-го рангу — 3, генерал-директор 2-го рангу — 2, генерал-директор 3-го рангу — 1.
Погони старшого начальницького складу з срібного галуну, мали два чорні просвіти завширшки 4 мм. Ґудзики у верхній частині погона золочені з емблемою, діаметром 1,8 см. Оксидовані емблеми на погонах згідно зі службою працівника. Звання позначалося на погонах п'ятипроменевими 16 мм зірочками (від одної до трьох). Зірочки на погонах працівників залізничного транспорту, на відміну від військовиків, розташовувалися вздовж погону за віссю. Кількість зірочок була: директор-полковник — 3, директор-підполковник — 2, інженер-майор — 1.
Погони середнього начальницького складу з срібного галуну, мали один чорний просвіт завширшки 4 мм. Ґудзики у верхній частині погона золочені з емблемою, діаметром 1,8 см. Оксидовані емблеми на погонах згідно зі службою працівника. Звання позначалося на погонах п'ятипроменевими 16 мм зірочками (від одної до трьох). Зірочки на погонах працівників залізничного транспорту, на відміну від військовиків, розташовувалися вздовж погону за віссю. Кількість зірочок була: інженер-капітан — 3, інженер—лейтенант — 2, технік-лейтенант — 1.
Погони молодшого начальницького складу були з чорного сукна. Ґудзики у верхній частині погона золочені з емблемою, діаметром 1,8 см. Оксидовані емблеми на погонах згідно зі службою працівника. На погоні нашиваються срібні нашивки згідно зі званням. Для техніка 1-го рангу на верхньому шестикутнику дві поздовжні нашивки завширшки 10 мм, на нижньому шестикутнику одна широка (20 мм) срібна нашивка. Інші звання позначалися тільки на нижньому шестикутнику: технік 2-го рангу — одна широка (20 мм) срібна нашивка, технік 3-го рангу — три 8 мм срібні нашивки, старший бригадний — дві 10 мм срібні нашивки, бригадний — одна 10 мм срібна нашивка.
Погон рядового складу нашивок не мав.

Вищий начальницький склад
|                | Генерал-директор шляхів сполучень | Віце-генерал-директор шляхів сполучень 1-го рангу | Віце-генерал-директор шляхів сполучень 2-го рангу | Генерал-директор тяги 1-го рангу | Генерал-директор шляху та будівництва 2-го рангу | Генерал-директор адмін. служби 3-го рангу |
| -------------- | --------------------------------- | ------------------------------------------------- | ------------------------------------------------- | -------------------------------- | ------------------------------------------------ | ----------------------------------------- |
| Наплічний знак |                                   |                                                   |                                                   |                                  |                                                  |                                           |

Старший начальницький склад
|                | Директор-полковник шляху та будівництва | Директор-підполковник адмін. служби | Інженер-майор тяги |
| -------------- | --------------------------------------- | ----------------------------------- | ------------------ |
| Наплічний знак |                                         |                                     |                    |

Середній начальницький склад
|                | Інженер-капітан тяги | Інженер-лейтенант зв'язку | Технік-лейтенант шляху та будівництва |
| -------------- | -------------------- | ------------------------- | ------------------------------------- |
| Наплічний знак |                      |                           |                                       |

Молодший начальницький склад та рядовий склад
|                | Технік тяги 1-го рангу | Технік шляху та будівництва 2-го рангу | Технік адмін. служби 3-го рангу | Старший бригадний руху | Бригадний шляху та будівництва | Рядовий залізничного транспорту тяги |
| -------------- | ---------------------- | -------------------------------------- | ------------------------------- | ---------------------- | ------------------------------ | ------------------------------------ |
| Наплічний знак |                        |                                        |                                 |                        |                                |                                      |

### СРСР з 1955 року

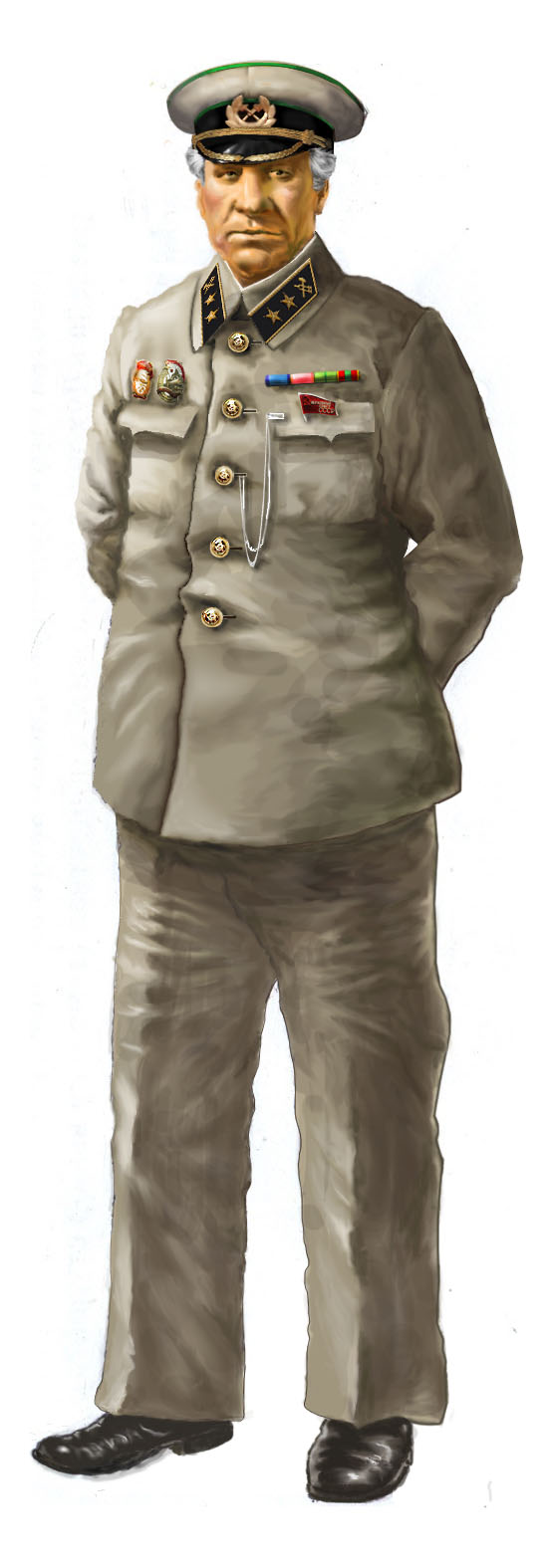
Начальник відділку залізниці, заступник начальника залізниці (вищий начальницький склад), 1955 рік

12 червня 1954 року було видано Указ Президії Верховної Ради СРСР «Про скасування персональних звань і відзнак для працівників цивільних міністерств і відомств». За ним 3 вересня 1955 вийшла Постанова Ради Міністрів СРСР за № 1624 «Про формений одяг та знаки розрізнення для особового складу залізничного транспорту». Міністерством шляхів сполучення СРСР було видано відповідний наказ № 84Ц від 9 вересня 1955 року встановлює нову форму працівників залізничного транспорту. Знаки розрізнення залізничників знову перейшли на петлиці. Знаки розрізнення відповідали службовій посаді яку займав працівник.
Петлиці виготовляються для вищого, старшого і середнього начальницького складу з чорного оксамиту, для інших працівників — з чорного сукна. Краї петлиць вищого начальницького складу мали облямівку позолоченим шнуром. Інші працівники мали облямівку за службам: руху, пасажирської, комерційної, вантажної роботи та зв'язку — малинове, локомотивного і вагонного господарства — синє, шляхів і цивільних споруд — зелене сукно.
Міністр шляхів сполучень — вишитий золотом технічний знак у лаврово-дубовому вінку і герб Радянського Союзу розміром 25 мм. У першого заступника Міністра шляхів сполучення — вишитий золотом технічний знак у лаврові-дубовому вінку і нижче його зірка розміром 25 мм. У заступників Міністра — вишиті золотом технічний знак і 4 зірки розміром 20 мм кожна. Члени колегії Державної адміністрації залізничного транспорту — вишиті золотом технічний знак і 3 зірки розміром 20 мм кожна.
Решта вищого начальницького складу залізничного транспорту — вишиті золотом технічний знак від 1 до 3 і зірок, розміром 20 мм кожна.
Старший начальницький склад — два поздовжніх посріблених кручених шнура шириною 3 мм кожен, технічний знак і від 1 до 3 білих металевих зірочок, розміром 15 мм кожна.
Середній начальницький склад — один посріблений кручений шнур шириною 3 мм, технічний знак і від 1 до 3 білих металевих зірочок, розміром 12 мм кожна.
На полі петлиць молодшого начальницького і рядового складу нашиваються поздовжні смуги або кутки. На петлицях машиністів локомотивів під технічним знаком поміщається металева емблема-паровоз. На петлицях працівників залізничного транспорту, яким не покладені знаки розрізнення, прикріплюється тільки технічний знак.
Машиністи на петлицях нижче технічного знака мали спеціальні поздовжні смужки (дві для 2 класу, три — для 1-го), а також широкий шовковий галун на околиші кашкету.

### СРСР з 1963 року
26 вересня 1963 року вийшов наказ МШС № 31Ц, яким змінювалася форма працівників, а також їхні знаки розрізнення. Були скасовані відмінності позначення служб і підрозділів кольорами. Єдиним кольором МШС СРСР став світло-зелений колір.
Знаки розрізнення розташовувалися на рукавах і представляли собою основу у вигляді жорстких суконних чотирьох — (вищий, старший, середній начальницький склад) і п'ятикутників (молодший начальницький склад) кольору одягу. Для вищого і старшого складу на прямокутник нашивались паралельні галуни золотистого кольору, для середнього — сріблястого кольору. Угорі прямокутники окантовуються золотистим (вищий склад), срібним (старший склад), світло-зеленим (середній склад). У молодшого і рядового складу зеленої облямівкою окантовуються весь п'ятикутник.
На полі нарукавних знаків розташовувалися:
- для вищого керівництва МПС — широкий золочений галун. У міністра шляхів сполучень на нарукавному знаку герб СРСР. Заступник міністра мав вишиту сріблясту зірку на тлі променів, що розходяться.
- Інший вищий начальницький склад — поперечні смуги золотого галуну від 1 до 4, вгорі — золотисті зірки за кількістю смужок.
- Старший начальницький склад — поперечні смуги срібного галуна від 1 до 4, вгорі — сріблясті зірки за кількістю смужок.
- Середній начальницький склад — поперечні смуги срібного галуна (вужчого, ніж у старшого начскладу) від 1 до 4, вгорі — сріблясті зірки за кількістю смужок.
- Молодшого начальницький склад — п'ятикутник із зеленою облямівкою, у вершини — сріблястий технічний знак, в нижній частині зелені смужки.
- Рядовий складу — п'ятикутник із зеленою облямівкою, у вершини — сріблястий технічний знак.

### СРСР з 1973 року
Наказом МШС СРСР № 21Ц від 11 липня 1972 року. «Про зміну знаків розрізнення для особового складу залізничного транспорту» вводилися нові нарукавні знаки, які представляли собою (крім молодшого начальницького складу і рядового складу) п'ятикутник основного сукна на жорсткій основі, нашивали на обидва рукави піджака або пальто вістрям вгору. У горизонтальній частині п'ятикутника розміщувалися позолочені галуни — фігурного генеральського шиття (для вищого складу), подвійний простий галун (для старшого складу) або одинарний галун (для середнього складу). У верхній частині п'ятикутника розміщувалися зірки (шиті або металеві) золотистого кольору — від однієї до чотирьох (в залежності від категорії).
Нарукавний знак молодшого начальницького і рядового складу носився на ліктьовому згині на лівій рукаві і представляв собою суконний п'ятикутник чорного кольору із закругленою основою і зеленої окантовкою. Усередині окантовки розташовувався технічний знак в лавровому вінку, вище нього — залізнична емблема, нижче — літери «МПС» або «Метро» жовтого кольору. У молодшого начальницького складу внизу шеврони (у вершини п'ятикутника) розташовувалися одна або дві зелені смужки.
На комірі всіх співробітників МШС розміщувалися петлиці в формі паралелограма кольором в тон костюму, з золотистим кантом. У вищого начскладу петлиці були трохи більше за розміром, по центру петлиць вишивалися золотиста лаврова гілка. У всіх інших вгорі петлиці кріпився технічний знак, у старшого і середнього начскладу по центру петлиці розташовувалися металеві лички — дві і одна відповідно.
У жарку пору року і в районах з жарким кліматом співробітникам і службовцям МШС дозволялося носити сорочку (сорочку) без кітеля з пристебнутими погонами і залізничною емблемою. На погонах кольору в тон сорочці кріпилися золотисті зірочки за посадами (відповідно кількості зірочок на нарукавних знаках), в нижній частині погона — металеві або пластиковий кут, що вказують на категорію (подвійний позолочений кут — старший, одинарний — середній, одинарний зелений — молодший начальницький склад). Погони вищого складу окантовуються золотистим крученим галуном.

### СРСР з 1979 року

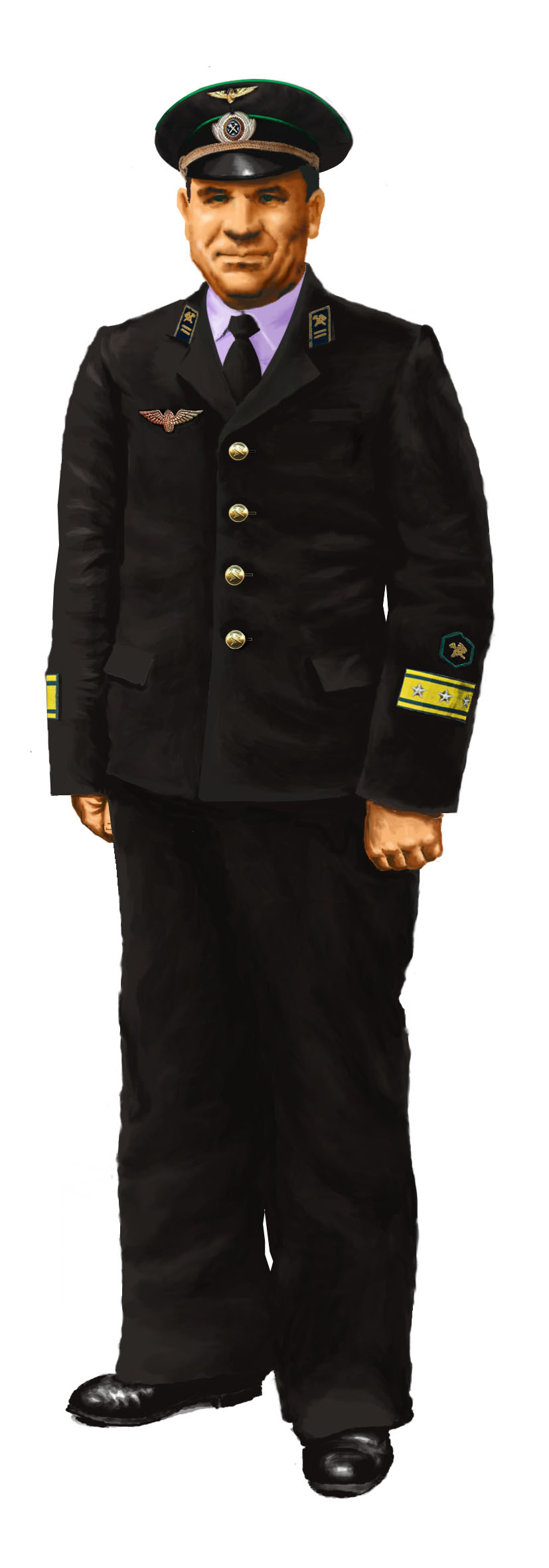
Начальник відділу сигналізації та зв'язку відділку залізниці (старший начальницький склад), 1979 рік

30 липня 1979 року вийшов наказ МШС СРСР № 32Ц, яким змінювалася форма особового складу, а також знаки розрізнення.
Змінилися нарукавні знаки посадових категорій на піджаках. Нові знаки, як і старі, носилися на обох рукавах (крім молодшого начальницького і рядового складу). Знаки традиційно ділилися за категоріями: вищий, старший, середній, молодший начальницькі і рядовий склад.
Знаки розрізнення вищого начальницького складу виглядали як прямокутний галун золотистого кольору з зигзагоподібним малюнком, що повторює шиття генеральських погонів, окантований по довгим (верхній і нижній) сторонам зеленим кантом. На галуні розташовувалися вишиті срібною канителлю зірки (відповідно посадовим становищем — від однієї до чотирьох). Вище галуна нашивалася шестикутна суконна нашивка кольором в тон піджака з позолоченим крученим галуном по краю і позолоченій ж шитій технічної емблемою.
Знаки розрізнення старшого і середнього начальницького складу виготовлялися з простого золотого тканого галуну (пізніше все частіше — з полімерних матеріалів з імітацією галуна жовтого кольору) прямокутної форми з кантами зеленого кольору по довгій стороні і зеленими ж прорізами вздовж довгих сторін галуну, два — у старшого, один (по центру) — у середнього начскладу. На галунних прямокутниках кріпилися сріблясті зірки — відповідно посадовою категорією — від однієї до чотирьох. Вище розташовувалася шестикутна суконна нашивка кольором в тон піджака з зеленим полімерним галуном по краю і позолоченій металевої технічної емблемою. Знаки розрізнення вищого, старшого та середнього начальницьких складів носилися на 10—15 см вище країв рукавів піджака.
Знаки розрізнення молодшого начальницького і рядового складу носилися тільки на правому рукаві в районі ліктьового згину і представляли собою п'ятикутник із закругленою верхньою частиною з сукна основного кольору одягу з полімерною облямівкою зеленого кольору. В центральній частині поля п'ятикутника розташований технічний знак у вінку з лаврового листя і емблема залізничного транспорту, накладена в верхню частину вінка. У нижній частині вінка зображення стрічки з написом «МПС» або «Метро». Технічний знак, вінок, емблема і стрічка з написом виконувалися жовтим кольором з полімерів. Для молодшого начальницького складу в нижній частині знака розташовувався кут зеленого кольору, відсутній у рядового складу.
Особливі знаки розрізнення мав Міністр шляхів сполучення, його Перший заступник та заступники. Знак Міністра був золотистий шитий галун генеральського зразка прямокутної форми з кантами по довгих сторонах і вишитій по центру великий золотою зіркою з розбіжними променями. Над галуном розташовувався вишитий кольоровим шовком Герб СРСР в обрамленні шиття у вигляді вінка з дубового листя. Знак Першого заступника Міністра відрізнявся срібним кольором зірки з променями на галун і технічним знаком золотого шиття замість герба; заступники міністра на галун носили просту вишиту срібну зірку без променів і спрощене шиття навколо технічного знака.
Додатково категорія службовця вказувалася на петлицях, які перебували на комірі кітеля, спеціальними металевими золотистими личками (дві — старший склад, одна — середній склад, без личок — молодший склад) як і в 1973 році, лички кріпилися під металевим технічним знаком.
Правила використання погонів для сорочок, також не змінилися. Вони виглядали так як і погони 1973 року, категорія службовця вказувалася кутами, а посадова категорія зірочками які розташовувалися вздовж погону.
|                 | Вищий начальницький склад | Вищий начальницький склад | Вищий начальницький склад | Вищий начальницький склад |
| --------------- | ------------------------- | ------------------------- | ------------------------- | ------------------------- |
| Нарукавний знак |                           |                           |                           |                           |

|                 | Старший начальницький склад | Старший начальницький склад | Старший начальницький склад | Старший начальницький склад |
| --------------- | --------------------------- | --------------------------- | --------------------------- | --------------------------- |
| Нарукавний знак |                             |                             |                             |                             |

|                 | Середній начальницький склад | Середній начальницький склад | Середній начальницький склад | Середній начальницький склад | Молодший начальницький склад |
| --------------- | ---------------------------- | ---------------------------- | ---------------------------- | ---------------------------- | ---------------------------- |
| Нарукавний знак |                              |                              |                              |                              |                              |

### СРСР з 1985 року

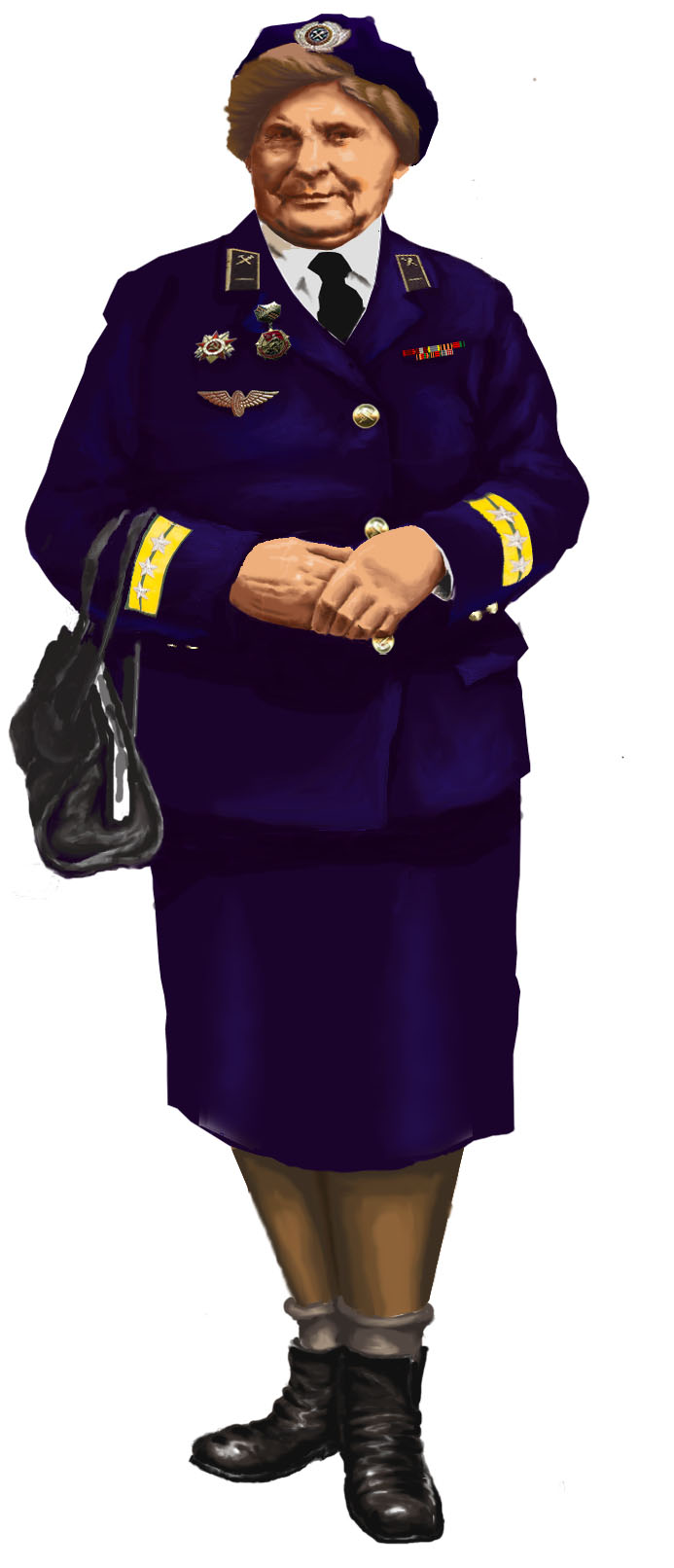
Ревізор пасажирських поїздів (середній начальницький склад), 1985 рік

Нова форма була введена наказом МПС № 13Ц від 19 березня 1985 року. Основним кольором залізничників став синій, замість чорного.
На наплічних знаках розташовуються технічний знак і знаки розрізнення, які відповідають посаді працівника, що складаються з зірочок і галунної (полімерної) смуги. Носіння технічного знака за наказом передбачалося тільки молодшим начальницьким і рядовим складом, проте на практиці їх можна було побачити на погонах і більш високих категорій. Наплічні знаки старшого, середнього, молодшого начальницьких і рядового складів є чотирикутник з заокругленим верхнім кінцем. Молодший начальницький склад мав на наплічних знаках кут зеленого кольору внизу погона, погони рядового складу ніяких знаків не несли.
Нарукавний знак для одягу молодшого начальницького і рядового складу розташовувався на зовнішній стороні лівого рукава форменого костюма, пальто, плаща на відстані 120 мм від верхньої точки рукава. Він являє собою п'ятикутник з тканини, відповідного до кольору одягу, з закругленою верхньою частиною, з облямівкою зеленого кольору. У центральній частині поля п'ятикутника розташований технічний знак у вінку з лаврового листя і емблема залізничного транспорту, накладена в верхню частину вінка. У нижній частині вінка-зображення стрічки з написом «МПС» або «Метро». Технічний знак, вінок, емблема і стрічка з написом виконуються жовтим кольором з полімерів.
Це була остання зміна знаків розрізнення залізничників. У 1991 році СРСР припинив існування. Форма зразка 1985 року й далі використовувалася в Україні, поки у 1996 році не вийшов новий наказ, що регламентує правила носіння форми та знаків розрізнення, який діє в наш час.